# Le Controis-en-Sologne
Le Controis-en-Sologne ist eine französische Gemeinde mit 6.787 Einwohnern (Stand: 1. Januar 2022) im Département Loir-et-Cher in der Region Centre-Val de Loire. Sie gehört zu den Wahlkreisen Blois-3 und Montrichard Val de Cher und zum Arrondissement Romorantin-Lanthenay. Sie ist der Hauptort des Gemeindeverbandes Val de Cher-Controis.
Sie entstand als Commune nouvelle mit Wirkung vom 1. Januar 2019 durch die Zusammenlegung der bisherigen Gemeinden Contres, Feings, Fougères-sur-Bièvre, Ouchamps und Thenay, die in der neuen Gemeinde den Status einer Commune déléguée haben. Der Verwaltungssitz befindet sich im Ort Contres.

## Gliederung
| Ortsteil                  | ehemaliger INSEE-Code | Fläche (km²) | Einwohnerzahl zum 1. Januar 2022 |
| ------------------------- | --------------------- | ------------ | -------------------------------- |
| Contres (Verwaltungssitz) | 41059                 | 36,09        | 3.632                            |
| Feings                    | 41082                 | 16,52        | .0717                            |
| Fougères-sur-Bièvre       | 41092                 | 14,69        | .0789                            |
| Ouchamps                  | 41170                 | 13,08        | .0734                            |
| Thenay                    | 41257                 | 20,03        | .0915                            |

## Geographie
Die Gemeinde liegt rund 20 Kilometer südlich von Blois in der Landschaft Sologne. Sie wird vom Fluss Bièvre durchquert, der schließlich in den Beuvron mündet, welcher ebenfalls die nördliche Gemeindegrenze tangiert.
Nachbargemeinden sind Seur und Chitenay im Norden, Cormeray im Nordosten, Fresnes, Cheverny und Fontaines-en-Sologne im Osten, Soings-en-Sologne im Südosten, Sassay, Oisly und Choussy im Süden, Monthou-sur-Cher und Pontlevoy im Südwesten und Sambin und Monthou-sur-Bièvre im Westen, sowie Les Montils im Nordwesten.